# Архипов Денис Михайлович
Денис Михайлович Архипов (рос. Денис Михайлович Архипов; 19 травня 1979, м. Казань, СРСР) — російський хокеїст, центральний/правий нападник.  
Вихованець хокейної школи «Ак Барс» (Казань). Виступав за «Ак Барс» (Казань), «Мілвокі Адміралс» (ІХЛ), «Нашвілл Предаторс» «Атлант» (Митищі), «Чикаго Блекгокс», «Нафтохімік» (Нижньокамськ), ЦСКА (Москва), «Торпедо» (Нижній Новгород).
Дебютував в НХЛ 8 січня 2001, зробив голеву передачу в матчі проти Ванкувер Канакс у Ванкувері, а вже через два дні забив і перший гол у ворота Едмонтон Ойлерс (5:2) асистував йому ще один дебютант словак Мар'ян Цісар. В чемпіонатах НХЛ — 352 матчі (56+82).
У складі національної збірної Росії учасник чемпіонатів світу 2003 і 2006 (14 матчів, 4+5). У складі молодіжної збірної Росії учасник чемпіонату світу 1999. 
Досягнення
- Чемпіон Росії (1998)
- Володар Континентального кубка (2008)
- Переможець молодіжного чемпіонату світу (1999)